# Chusaris angulata
Chusaris angulata är en fjärilsart som beskrevs av Alfred Ernest Wileman 1915. Chusaris angulata ingår i släktet Chusaris och familjen nattflyn. Inga underarter finns listade i Catalogue of Life.